# پلاتنبرگ
پلاتنبرگ (به لاتین: Plattenberg) یک کوه در سوئیس است که در کانتون گراوبوندن واقع شده‌است. پلاتنبرگ ۳٬۰۴۱ متر بالاتر از سطح دریا واقع شده‌است.